# 許怡才
許怡才（韓語：허이재，1987年2月19日—），韓國女演員。2011年1月15日，與大7歲企業家李成宇舉行結婚典禮。2015年12月經協議離婚，子女撫養權交給前夫李成宇，兩人將以友好關係結束。

## 演出作品

### 電視劇
- 2007年：MBC《宮S》飾演 梁順依
- 2008年：KBS《單身爸爸戀愛中》飾演 全郝利
- 2016年：SBS《你是禮物》飾演 孔賢秀

### 電影
- 2006年：《向日葵》
- 2006年：《Da Capo》
- 2006年：《卑劣的街頭》
- 2009年：《我的19歲》
- 2009年：《女朋友》
- 2016年：《宇宙的耶誕節》

### MV
- 2004年：徐太志《Live Wire》
- 2007年：The Way《愛情… 痛苦》【朴海鎮】

## 外部連結
- NAVER搜索